# بوب ستيفن
بوب ستيفن هو لاعب كرة القدم الكندية كندي، ولد في 23 فبراير 1958 في سانت جون في كندا، وتوفي في 8 فبراير 2009 في أوتاوا في كندا بسبب نوبة قلبية.